# کارلوس کوتو
کارلوس کوتو (انگلیسی: Carles Coto؛ زادهٔ ۱۱ فوریهٔ ۱۹۸۸) بازیکن فوتبال اهل اسپانیا است.
از باشگاه‌هایی که در آن بازی کرده‌است می‌توان به باشگاه فوتبال آنورتوسیس فاماگوستا، باشگاه فوتبال اتنیکوس اچنا، باشگاه فوتبال بنیادکار، باشگاه فوتبال دینامو تفلیس، باشگاه فوتبال دینامو مینسک، و باشگاه فوتبال سانتا کولوما اشاره کرد.
وی همچنین در تیم‌های ملی فوتبال زیر ۱۶ سال اسپانیا و زیر ۱۹ سال اسپانیا بازی کرده‌است.